# Glenvar Heights
Glenvar Heights ist ein census-designated place (CDP) im Miami-Dade County im US-Bundesstaat Florida. Das U.S. Census Bureau hat bei der Volkszählung 2020 eine Einwohnerzahl von 20.786 ermittelt. 

## Geographie
Glenvar Heights grenzt an die Städte Pinecrest und South Miami. Der CDP liegt rund 10 km südwestlich von Miami und wird vom U.S. Highway 1 sowie von den Florida State Roads 826 (Palmetto Expressway), 874 (Don Shula Expressway, mautpflichtig), 878 (Snapper Creek Expressway, mautpflichtig), 973, 976 und 986 durchquert bzw. tangiert. Glenvar Heights hat über die Station Dadeland North Anschluss an die Miami-Dade Metrorail in Richtung des Stadtzentrums von Miami.

## Demographische Daten
Laut der Volkszählung 2010 verteilten sich die damaligen 16.898 Einwohner auf 8476 Haushalte. Die Bevölkerungsdichte lag bei 1550,3 Einw./km². 88,8 % der Bevölkerung bezeichneten sich als Weiße, 3,2 % als Afroamerikaner, 0,1 % als Indianer und 2,8 % als Asian Americans. 2,9 % gaben die Angehörigkeit zu einer anderen Ethnie und 2,1 % zu mehreren Ethnien an. 66,5 % der Bevölkerung bestand aus Hispanics oder Latinos.
Im Jahr 2010 lebten in 24,3 % aller Haushalte Kinder unter 18 Jahren sowie 25,1 % aller Haushalte Personen mit mindestens 65 Jahren. 55,7 % der Haushalte waren Familienhaushalte (bestehend aus verheirateten Paaren mit oder ohne Nachkommen bzw. einem Elternteil mit Nachkomme). Die durchschnittliche Größe eines Haushalts lag bei 2,25 Personen und die durchschnittliche Familiengröße bei 2,90 Personen.
19,2 % der Bevölkerung waren jünger als 20 Jahre, 32,5 % waren 20 bis 39 Jahre alt, 28,1 % waren 40 bis 59 Jahre alt und 20,1 % waren mindestens 60 Jahre alt. Das mittlere Alter betrug 39 Jahre. 46,8 % der Bevölkerung waren männlich und 53,2 % weiblich.
Das durchschnittliche Jahreseinkommen lag bei 54.777 $, dabei lebten 10,0 % der Bevölkerung unter der Armutsgrenze.
Im Jahr 2000 war Englisch die Muttersprache von 35,18 % der Bevölkerung, spanisch sprachen 60,96 % und 3,86 % hatten eine andere Muttersprache.